# David Abwo
David Solomon Abwo, né le 10 mai 1986 à Jos, est un footballeur professionnel nigérian. Il évolue depuis 2014 où il occupe le poste de milieu de terrain.

## Biographie
Le 15 décembre 2010, Abwo est prêté par le Lombard-Pápa TFC au Zagłębie Lubin, club polonais. À la fin de la saison, il signe un contrat de trois ans.

## Palmarès
- Champion du Nigeria : 2005
- Finaliste de la Coupe du monde des moins de 20 ans : 2005